# Серон, Альфонсо
Альфо́нсо Cеро́н (исп. Alfonso Cerón в других версиях — Zerone, Xerone или Girón, 1535, Гранада, Испания — после 1575, Жирона (?), Испания) — испанский священнослужитель, шахматист и шахматный теоретик.

## Биография
О жизни шахматиста сохранилась крайне скудная информация. Родился Альфонсо Ceрон в Гранаде в 1535 году, что известно из заголовка написанного им шахматного трактата. Серон принял сан католического священника. Был каноником.
Альфонсо Ceрон считался одним из самых сильных шахматистов Испании в XVI веке. Принял участие в первом, считающимся в настоящее время международным, турнире, в котором участвовали четыре сильнейшие шахматиста Италии и Испании. Все принимавшие участие шахматисты были подданными испанского короля, так как Южная Италия, откуда происходили оба итальянских шахматиста, также входила в состав его державы.
Турнир состоял из серии партий, которые играли в разное время друг против друга Альфонсо Серон и Руй Лопес де Сегура от Испании и Паоло Бои по прозвищу «Сиракузец» и Джованни Леонардо ди Бона по прозвищу «Малыш» от Италии. Турнир состоялся в 1575 году во дворце Эскориал вблизи Мадрида. На нём присутствовал король Филипп II. Альфонсо Серон показал худший результат среди участников.
Некоторые подробности турнира в Мадриде и биографии Альфонсо Серона сообщает итальянский шахматист и историк шахмат Алессандро Сальвио (около 1570—1640) в своём биографическом очерке «Путтино, или странствующий рыцарь», посвящённом Джованни Леонардо ди Бона. Вследствие преклонного возраста Серон ко времени турнира уже оставил шахматы и жил в деревушке недалеко от Мадрида. Несмотря на это, он продолжал пользоваться славой сильного шахматиста, ни в чём не уступающего Лопесу. Услышав, что Леонардо победил Лопеса, он вызвал Леонардо на поединок. Однако этот поединок закончился неудачно для Серона, он проиграл все партии. Леонардо, чувствуя свою силу, предложил Лопесу и Серону играть против него вдвоём, общими силами. Предложение было принято Лопесом и Сероном. Испанские аристократы стали заключать значительные пари на победителя в этом необычном соревновании. Джованни Леонардо одержал победу, а некие Родриго и Томазо Капуто, прозванный Россесом, соотечественники Леонардо, поставившие на него, выиграли крупные суммы денег.
Когда Леонардо играл против Лопеса и Серона, прибыл Паоло Бои, целью его было сразиться с Джованни Леонардо, с которым он уже прежде играл и счёт побед у них был равный. Леонардо уклонился от поединка из-за скоропостижной смерти на родине своей невесты и уехал из Мадрида. Алессандро Сальвио не сообщает детали последовавших за его отъездом событий, но из контекста становится понятно, что Паоло Бои после этого сыграл серию партий против сильнейших испанских шахматистов. Сальвио не сообщает подробности игры конкретно Альфонсо Серона против Бои, но пишет: «...Бои без труда обыгрывает Лопеса и Серона».
Турнир изображён на картине Луиджи Муссини «Шахматный турнир при дворе короля Испании» (1883).

## Наследие Альфонсо Серона
Английский историк шахмат и математик начала XX века Марри Гарольд Джеймс Русвен Мэррей утверждал, что партии Альфонсо Серона сохранились и находятся в книгах Джулио Чезаре Полерио «Manuscrito Buoncompagno» и «Trattato degli Scacchi dell'Abruzzese», которые представляют собой обобщение записей этого итальянского шахматиста и теоретика шахмат, сделанных между 1572 и 1584 годами, и посвящены герцогу Сора в 1594 году. Джулио Чезаре Полерио сопровождал Джованни Леонардо в Мадрид в 1575 году и был свидетелем шахматных поединков своего спутника.
Альфонсо Ceрон является автором шахматной руководства, которое было озаглавлено латинской версией его имени «Alfonsus Ceron, Granatensis» и названием на латинском и испанском языках — «De latrunculorum ludo o Del juego del Ajedrez». Оно было упомянуто библиографом Николасом Антонио в первом томе «Bibliotheca Hispana Nova», изданном в Риме в 1673 году через сто лет после смерти автора трактата. Та же информация о нём была напечатана и во втором издании этого тома. С тех пор трактат не привлекал внимания исследователей.